# Centre Cívic de Portbou
El Centre Cívic de Portbou o Casa Herrero  és un edifici del municipi de Portbou (Alt Empordà) inclòs en l'Inventari del Patrimoni Arquitectònic de Catalunya.

## Descripció
Es tracta d'un edifici d'estil modernista que fou restaurat cap al 1995. Té planta rectangular i consta de planta baixa, pis i golfes, amb coberta a base de terrat voltat de balustrada. Les façanes tenen els elements de reforç i de sustentació de pedra, destacant en relleu sobre la resta dels panys de paret que són arrebossats. Les obertures són totes allindanades: finestres balconeres de la planta baixa, balcons del primer pis i finestres més petites a les golfes. El ràfec de la teulada, d'una certa volada, és sostingut per mènsules grans decorades amb relleus esculpits. El jardí resta tancat per un clos i una porta de ferro.

## Història
L'edifici fou restaurat cap al 1995. Antigament havia estat seu d'una agència de duanes, quan el nucli es trobava en el seu punt àlgid de creixement. Més tard es convertiria en un Centre Cívic i Social que actualment acull la Llar de Jubilats, la Fundació Walter Benjamin, la biblioteca, una sala de reunions i exposicions i diverses sales multifuncionals.